# 重兴鼓浪屿三和宫记摩崖石刻
重兴鼓浪屿三和宫记摩崖石刻，位于中国福建省厦门市思明区鼓浪屿笔架山北麓、鼓新路49号楼后侧岩壁上。该石刻系时任福建水师提督王得禄于清嘉庆十八年（1813年）作、王圭章书。王得禄曾在清嘉庆八年（1803年）间于鼓浪屿内厝澳一带休整战船，并在岛上的三和宫祈愿。在嘉庆年间，其参加征剿台湾林爽文起义，以及蔡牵、朱𣸣海上反清武装。后因战功屡受封赏，遂倡议捐修三和宫，并勒石记事。石刻为直题楷书，字幅高11.5米，宽6.5米，是厦门乃至闽南地区目前所见的字幅最大的摩崖石刻，亦是中国境内面积最大的一处与妈祖有关的石刻。
石刻于2004年11月列入厦门市第五批文物保护单位，2005年5月11日公布为福建省第六批文物保护单位。2017年举行的第41届世界遗产大会上“鼓浪屿：国际历史社区”被正式列入《世界遗产名录》，重兴鼓浪屿三和宫记摩崖石刻以“文化遗迹”之名成为鼓浪屿53处核心要素的一部分。

## 背景

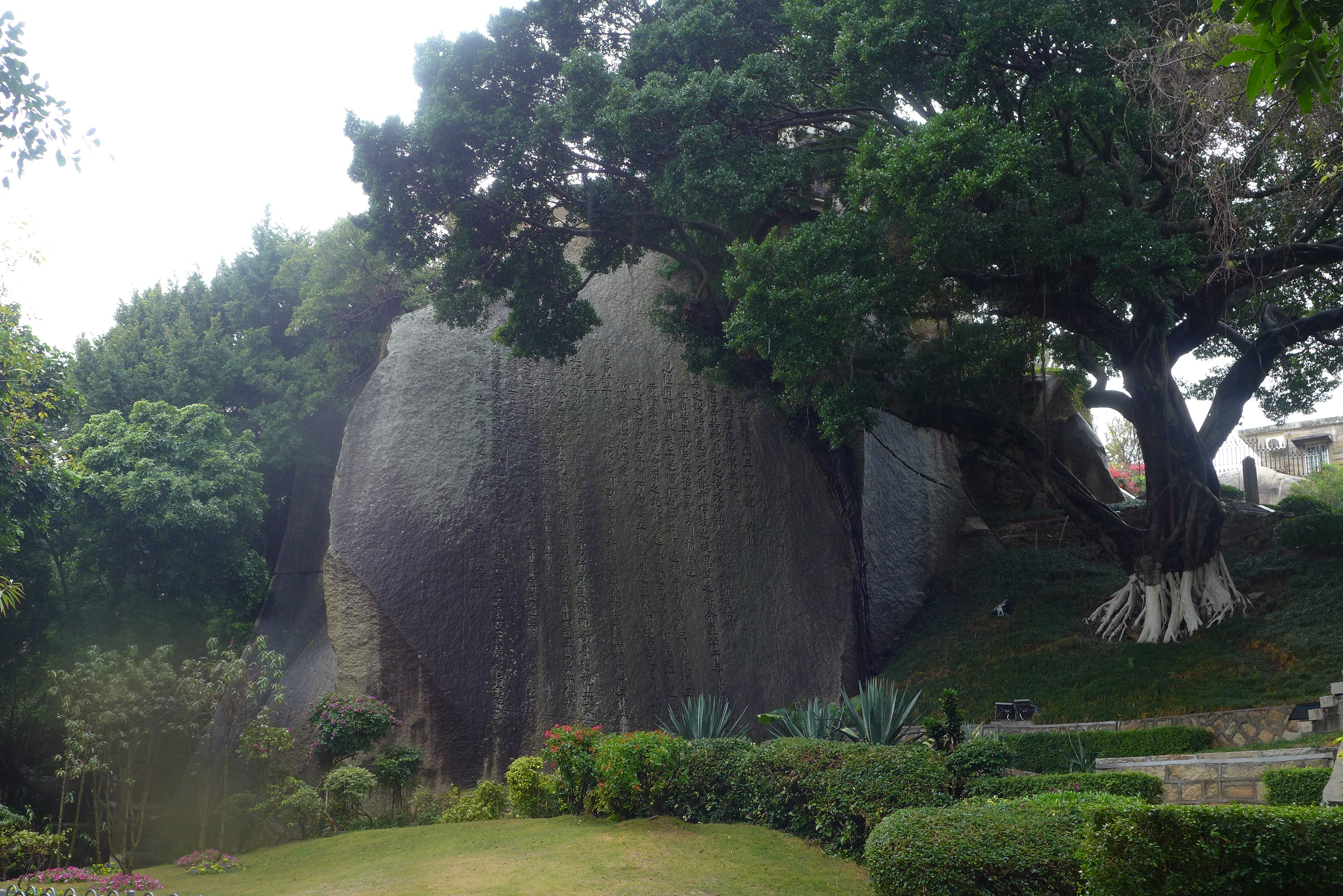
石刻所在岩体及榕树

鸦片战争前鼓浪屿居民的宗教信仰以佛教、道教及民间信仰为主，儒释道传入鼓浪屿之后也实现了本土化。道教宫观融合闽南本土信仰，例如同在鼓浪屿上的道教宫庙种德宫内供奉保生大帝、三十六官将、观音菩萨与关圣帝君；原位于晃岩路与中华路路口的兴贤宫祀俸协天大帝及保生大帝。三和宫于清朝时原名瑞晄庵，俗名三丘田，祀妈祖娘娘，为道教宫殿。宫形制较大，隔海与厦门岛水仙宫相对。彼时三和宫直抵海湾，宫前海湾是福建水师修理战船之所在。至道光十二年（1832年）之前已改称法海院。
王得禄，字百遒，号玉峰，诸罗（今嘉义）人。清嘉庆五年(1800年) ，他由琉球回到福建后调到时福建水师提督李长庚麾下，缉拿海盗朱𣸣和蔡牵的船只。嘉庆八年（1803年）偶到三和宫，见宫中所俸妈祖，寻求在妈祖庇佑下剿匪得胜。嘉庆十二年（1807年）七月，王得禄嘉庆十四年（1809年）八月，王得禄及邱良功在定海鱼山与蔡牵交战，途中邱良功败退，王得禄额头手腕负伤。最终蔡牵不敌清军，开炮炸船自沉。剿灭蔡牵后，王得禄诏封二等子爵，赏戴双眼花翎。十六年 (1811年)九月进京陛见，深受嘉庆帝的褒奖。为 “酬圣母之恩”，王得禄带头捐俸与行户巨商檀施，重修三和宫，落成后颇为宏伟壮观。为表心意，王得禄亲自撰文刻在庙旁的大岩壁上，记述缘由。
第二次鸦片战争后，即1876年，英商怡记洋行在笔架山顶建造平房，被称为“闲乐居”，山脚的三和宫已经倒塌，具体荒废时间不可考，然石刻犹存。营建之初遭到清朝的强烈抵制，认为此举会破坏风水，但随后反对的声浪就“冰消雪释”。英人翟理斯就此猜测英商曾贿赂清朝当局，以顺利营建这座山上的建筑。对此他感慨道：
|  | 就在岩石前，也就在不久之前，竖立着一座非常精致的庙宇，是奉献给圣母的，也被称作是天后的神灵，她是航海者和其他以海为生的人的保护天使。看看时代的堕落！现在一位番鬼医生，在这曾是庙宇的神圣基址上令人讨厌地纵情享乐，界址之内番鬼的笑声唤起邪恶的回声，而仅仅几年前，这里回响的还只是谦卑的信徒乞求女神庇护的喃喃祈祷声。 |

1885年，怡记洋行关门，汇丰银行于1893年4月取得笔架山顶的这栋平房，后此建筑成为汇丰银行的高级住宅；因转手多次，被人称为“被诅咒的小屋”（Anathema Cottage）。该建筑即今天的汇丰银行公馆。

## 正文
全文由王得禄撰，王圭章书写：
重興鼓浪嶼三和宫記
竊惟天心丕顯，群瞻霄漢之光；帝運遐昌，共麗車書之統。故河神效順，海若輸誠。而聖母之昭昭靈應，尤不啻有桴鼓之捷。風草之徵。余盖嘗於吾身親見之也。自昔年由邑庠招集義勇，剿捕林逆，蒙恩擢用。嗣因蔡、朱二逆猖獗，親帶舟師追捕，於嘉慶八年間收抵三和宮前修葺戰艦，見廟廊之就敝，頓起募建之思，冀神聽自可通，默許重興之願。由是，舟師所向屢立微勳，累遷至水師提軍。己巳秋，渠魁撲滅，海氛以次底定，蒙恩晋封子爵，賞戴雙眼花翎。回思向日祈禱之誠，其昭應真有歷歷不爽者矣。神光既普，廟貌宜新。謹捐㢘俸，鳩工庀材，而行户巨商亦各喜檀施，共襄盛舉。今已落成矣，但見棟宇垣墉，崇閎堅緻。西来山色千重，翠黛擁雕梁；東向波光萬頃，琉璃輝寶座。此余所以酬聖母之恩而明明對越，惕惕凝誠，余心終有不能自已也。
時嘉慶癸酉孟冬之月，欽命督福建全省水師軍務、統轄臺澎水陸官兵、世襲二等子王得禄謹志。

鄉進士、揀選知縣王圭章書丹。
翟理斯委人将石刻全文翻译为英语（题为Note on the Restoration of the Palace of the Three Harmonies），收录于1878年出版的《鼓浪屿简史》（A Short History of Koolangsu）一书中。

## 保护
石刻曾经一度沦为“遍布杂草、瓦砾、垃圾的家禽和野猫的‘乐园’”、“满地碎砖瓦砾中，各式生活垃圾东一堆、西一摞，杂草丛生”。鼓浪屿申遗期间，鼓浪屿管委会整治周边环境，将原位于石刻前的民宅拆除，补种花草，修建小路联通石刻与笔架山上的汇丰银行公馆，将此处打造成微再生后的文化空间之范例。

### 保护范围
摩崖石刻所在岩体四周各向外延伸10米。

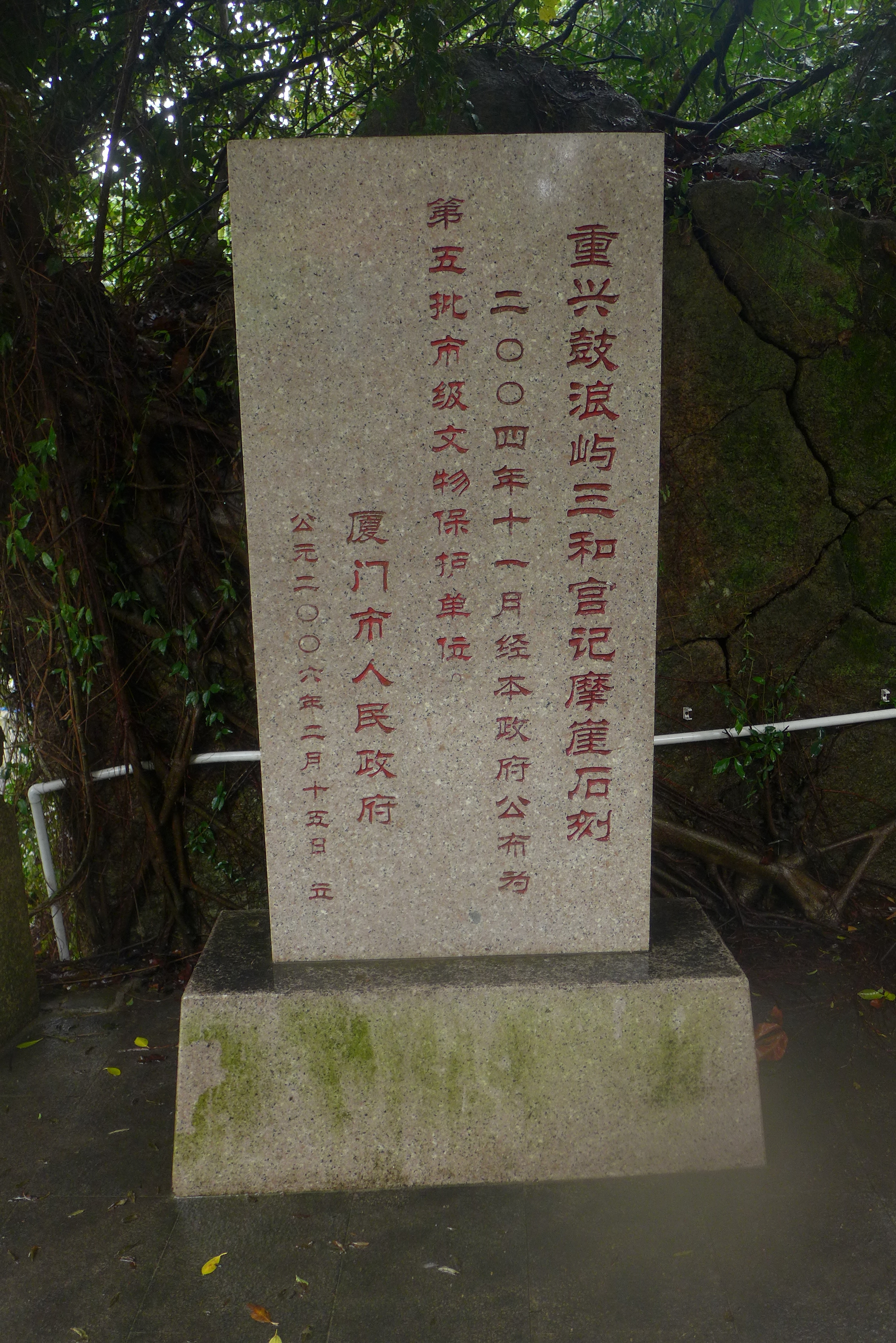
市级文保碑
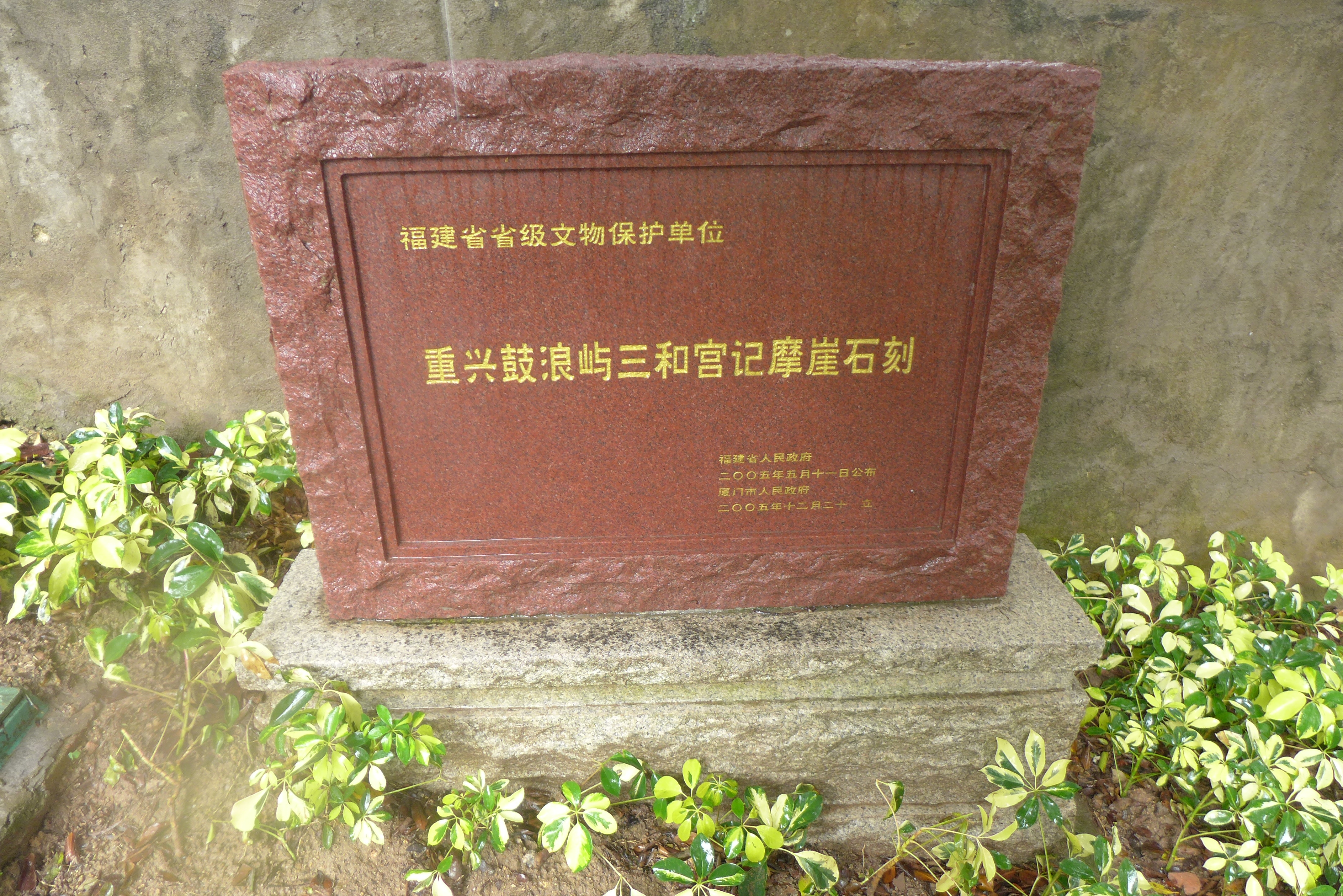
省级文保碑